# Maria Olenewa
Maria Olenewa (Moscou, 28 de março de 1896 — São Paulo, 15 de maio de 1965) foi uma bailarina, coreógrafa e professora de balé russa, radicada no Brasil, onde foi responsável pela criação de escolas de balé e formação de grandes bailarinas como Eros Volúsia, Madeleine Rosay e Hulda Bittencourt.
Sua formação seguiu os parâmetros do formalismo russo. Após uma formação na Rússia natal, dali ela fugiu a Paris e, após uma excursão pela América do Sul, veio a se fixar finalmente no Rio de Janeiro e depois em São Paulo, onde morreu por suicídio.

## Biografia
Filha de Sophia e Vacily Olenewa, nasceu na capital do Império Russo e ali teve sua formação inicial na escola da bailarina Malinowa. Posteriormente fugiu com a família para Paris em virtude do estado revolucionário que derrubara o Czar, em 1916, e ali completou seus estudos com Nelidova e Alexander Domadof. Neste período, em Paris, conheceu Anna Pavlova, de cuja trupe passa a fazer parte.
Na década de 1920 ela excursiona pela América do Sul pela companhia de Anna Pavlova e Lénide Massine.
Em 1927 Olenewa, ao lado de Mário Nunes, conseguiu apoio para fundar a Escola de Danças Clássicas do Theatro Municipal do Rio de Janeiro. O objetivo da criação da escola era possibilitar a futura organização de um corpo de baile para atuar nas temporadas líricas do Theatro Municipal. A instituição existe até hoje e foi renomeada com o nome de sua fundadora no governo de Chagas Freitas, em 1982, passando a chamar-se Escola Estadual de Dança Maria Olenewa. É uma das mais tradicionais escolas de balé do Brasil, sendo a primeira e mais antiga do país. Ali, a partir de 1931, teve por aluno o irmão do cantor Vicente Celestino, Amadeu, que mais tarde dirigiu o Cassino da Urca.
Por essa instituição passaram grandes bailarinas brasileiras como Roberta Marquez (foi primeira-bailarina do Royal Ballet), Márcia Haydée (que atuou com destaque no Stuttgart Ballet), Bertha Rosanova, Isabel Seabra (primeira-bailarina do Scala de Milão), Tamara Capeller, Dennis Gray, Nora Esteves, Márcia Jaqueline, entre outros.
Em 1936, como resultado de seu trabalho pela criação da Escola de Danças Clássicas do Theatro Municipal, foi oficialmente fundado o Corpo de Baile do Theatro Municipal, que é o atual Ballet do Theatro Municipal do Rio de Janeiro.
Em 1942, apesar do reconhecimento, Olenewa foi afastada da escola de balé e da direção do Corpo de Baile do Theatro Municipal sendo acusada de haver agredido duas das suas alunas por haverem chegado atrasadas. Os pais de uma das alunas a processou, levando a sua demissão. No ano seguinte mudou-se para São Paulo e passou a dirigir a Escola Municipal de Bailado, instituição ligada ao Theatro Municipal de São Paulo.
Em 1947 Olenewa funda na cidade de São Paulo sua própria escola, o Curso de Danças Clássicas Maria Olenewa. Dedicou-se ao ensino de balé até 1965, quando cometeu suicídio após receber um falso diagnóstico de câncer, ingerindo vários remédios e saltando do seu apartamento no sétimo andar de um prédio na capital paulista; após ter seu corpo velado na Escola de Bailado do Teatro Municipal de São Paulo, que fundara, seu corpo foi inumado no Cemitério da Consolação na manhã do dia 16 de maio de 1965.
Sua ex-aluna Hulda Bittencourt registrou que ela sempre dava aulas comendo uma maçã e tendo ao lado uma varinha, que usava para corrigir a postura das alunas; sobre ela registrou que "mesmo aplicando seu conteúdo com severidade, a maior professora de balé do Brasil também era bastante simpática. Maria Olenewa procurou atender todas as minhas necessidades e me ajudar a me tornar professora"..

## Homenagens
Além de dar nome à escola de balé do Rio de Janeiro, em 2001 Dalal Achcar, então presidenta da Fundação Theatro Municipal, lança a série de livros Memórias, com uma biografia da bailarina.